# Victor Thonet
Pour les articles homonymes, voir Thonet.
Victor Thonet, né à Huy le 27 octobre 1914 et fusillé par les Allemands au Tir national le 20 avril 1943, est un résistant belge, membre de l'Armée belge des partisans.

## Biographie
Victor Joseph Marcel Thonet, né à Huy le 27 octobre 1914, est le fils de Victor Joseph Thonet (1883-1952), gérant de coopérative et député permanent de Huy, et de Marie Henriette Lecharlier. En 1935, il épouse Mariette Verstichel. Ils ont deux enfants.
Au niveau professionnel, il était ouvrier peintre. Militant communiste, Victor Thonet intègre les Brigades internationales avec le grade de lieutenant en Espagne avec son ami Raoul Baligand. Il était le secrétaire fédéral du Parti communiste de Belgique. 
Durant la Seconde Guerre mondiale, il joue un rôle actif au sein de la résistance intérieure belge. En novembre 1940, il fonde avec son père Joseph Thonet, le journal clandestin « L'Espoir ». Partisan armé, Victor Thonet prend part à des actes de résistance. Comme l'exécution du rexiste Prosper Teughels, bourgmestre du Grand Charleroi. Actions qui conduisent à son arrestation — par des gendarmes belges — à Andenne, le 23 décembre 1942. 
Il est fusillé au Tir national à Bruxelles, le 20 avril 1943 en compagnie d'Émile Maufort, de Raymond Geenen et de Franz Michiels qui partagent son sort. Son épouse, Mariette Verstichel est arrêtée en 1944 et déportée à Ravensbruck.
À la suite du décès de son frère, sa sœur, Micheline, entre dans la résistance. Elle est arrêtée le 28 novembre 1943 et détenue durant trente-trois jours à la prison de Huy d'où elle est libérée par la résistance,[réf. à confirmer].